# Phalangium spiniferum
Phalangium spiniferum is een hooiwagen uit de familie echte hooiwagens (Phalangiidae).